# Kujawa (herb szlachecki)
Kujawa – polski herb szlachecki.

## Opis herbu
Na tarczy dwudzielnej, w polu lewym srebrnym – korona szlachecka, w polu prawym srebrnym – skrzydło białe.

### Najwcześniejsze wzmianki
Szlachta Kujawa herbu własnego Kujawa pochodzi ze Śląska. Jedna z ich gałęzi znalazła się w dawnych Prusach.
Wieś Kujawa bierze swój początek, podobnie jak inne osady położone wzdłuż strugi Kujawka, z pobudowanego nad jej brzegami młyna wodnego. W roku 1587 ówczesny starosta golubski, Krzysztof Kostka, zezwolił na pobudowanie obok innego młyna zwanego Motyka (wzmiankowany już w 1437-38 i 1570 r.), drugiego młyna wodnego burmistrzowi golubskiemu o nazwisku Kujawa.

## Herbowni
Kujawa